# Pietro Piccolo da Monteforte
Pietro Piccolo da Monteforte (Monteforte, 1306-1308 – Napoli, 1384) è stato un giurista e umanista italiano.

## Biografia
Nato intorno al 1306-1308 Pietro Piccolo, allievo di Bartolomeo da Capua, gravitò intorno alla corte della regina Giovanna I dalla quale ottenne incarichi e benefici. Tra il 1346 e il 1347 figurò tra i docenti di diritto presso l'Università di Napoli e nel 1350 aggiunse delle additiones alle costituzioni federiciane e ai riti della Magna Curia della Vicaria. Oltre a queste attività, secondo Andrea Labardi, «mostra anche il volto di un aristocratico intellettuale capace di condividere i gusti umanistici che affiorano tra i più significativi cultori trecenteschi del diritto»: la vicinanza con la sensibilità umanistica è dimostrata dal rapporto epistolare intercorso, grazie al politico e intellettuale partenopeo Barbato da Sulmona, con Francesco Petrarca prima e, soprattutto, con Giovanni Boccaccio poi. Con quest'ultimo Pietro Piccolo intrattenne una relazione epistolare dal 1370 circa, quando Boccaccio venne per l'ultima volta a Napoli nel tentativo di trovare un po' dell'antica fortuna giovanile. Nelle epistole intercorse tra il Certaldese e il politico e giurista napoletano, già postillatore di Seneca e di Valerio Massimo, emerge l'entusiasmo verso la nuova cultura umanistica, assistendo allo "scontro" tra Petrarca e Boccaccio riguardo alla ipotetica presenza dei "due Seneca" e alla realizzazione della Genealogia deorum gentilium. Fu inoltre compositore di un'epistola in difesa della poesia contro un anonimo teologo napoletano. Pietro Piccolo morì a Napoli verso il 1384, venendo sepolto nella chiesa di Santa Maria Donnaromita.